# Amnesia: A Machine for Pigs
Amnesia: A Machine for Pigs (с англ. — «Амнезия: Машина для Свиней») — трёхмерная компьютерная игра в жанре survival horror, разработанная студией The Chinese Room, известной своей экспериментальной игрой Dear Esther. Frictional Games выступила в качестве продюсера. Игра не является прямым продолжением Amnesia: The Dark Descent, но события происходят в той же вселенной.

## Сюжет
Действие игры происходит ночью 1 января 1900 года. 
Сюжет сосредоточен на персонаже по имени Освальд Мандус, который, находясь в путешествии в Мексику, подхватывает загадочную лихорадку. В состоянии бреда Освальд создаёт идею машины, обладающей способностью исправлять пороки существующего мира, формируя новую реальность. В его сознании формируется философская концепция, согласно которой «мир — это машина», предназначенная исключительно для эксплуатации и уничтожения человечества.
Придя в себя, герой обнаруживает, что практически не помнит недавних событий. Спускаясь вниз, в недра Земли, ведомый зовом своих пропавших детей, он постепенно узнаёт правду о том, что произошло и какую роль он сыграл в этом сам. И постепенно вспоминает всё о себе и о своих близких.
Освальд Мандус родился в богатой английской семье, владевшей большим мясоперерабатывающим заводом (основан в 1828 г.), возможно, крупнейшим в Лондоне. Позднее он стал главой семьи и благополучно женился на Лилибет «Лили» Мандус. Мандус — человек с множеством увлечений, среди которых охота. Он владеет большой коллекцией винтовок и целым музеем настоящих полноразмерных чучел некоторых млекопитающих, включая гиппопотама, гигантского муравьеда и медведя гризли. Все они были убиты самим Мандусом, на что указывают его фотографии с охоты. Несмотря на внешнюю элитарность Мандуса, на самом деле, он очень добрый и сострадательный человек, которого по-настоящему волнуют проблемы бедных. При этом, бизнесмен-новатор кажется достаточно эксцентричным, о чём говорят секретные проходы в его особняке. Похоже, что Освальд много занимался благотворительностью. Скорее всего, он являлся другом некой Табиты Степвуд, возглавлявшей приют для детей.
Однако тяжелая трагедия нарушила благополучие семьи. Лили, его жена, умерла при рождении двух своих детей — Эдвина и Еноха, и Мандус горько оплакивал супругу. Освальд пообещал ей на смертном одре, что позаботится о них. Лили была погребена в 1890 г., а её зубы были проданы, чтобы купить куклы для детей бедняков. Освальд — любящий и преданный отец. По своему собственному признанию, он очень сильно любит своих детей и готов на все, чтобы защитить их. Для этого он не остановился бы перед ложью, подлогом, воровством и даже убийством. В конце 1890-го Мандус взялся за расширение и обновление своего завода новыми станками, чтобы сделать производство более эффективным и безопасным для рабочих. Это решение имело роковые последствия. Он вложил много средств в предприятие, не рассчитывая на скорую окупаемость. Банк отказал ему в кредите, угрожая конфискацией семейного имущества. Мандус оказался перед лицом разорения и ожидал со дня на день судебных приставов, которые конфискуют его особняк. Отчаявшись, он начал просматривать документы своего двоюродного деда и узнал из них об эликсире жизни из Бренненбурга и магической сфере. Не до конца понимая их происхождение и назначение, Мандус обратил внимание на их перспективность для бизнеса. Чудесная сфера являлась источником громадной энергии, способной ускорить развитие технологий и спасти его от банкротства. Он снарядил несколько экспедиций в Америку для исследований, а в последнюю из них взял с собой сыновей. Из документов своего двоюродного деда он узнал о местонахождении храма ацтеков, в котором находилась одна из магических сфер. Местные жители, с которыми общался Мандус, были поражены и озадачены его знаниями о затерянном храме. В конце концов, он обнаружил сферу в одном из святилищ Мексики. Освальд был не искушён в оккультных науках, и потому сфера раскололась надвое. Последствия были разрушительны — разум Мандуса подобно сфере разделился на две части. Половинки сферы, источавшие безумие, открыли ему все ужасы войн и геноцидов грядущего XX в. Он увидел судьбу своих любимых детей и понял, что не в силах изменить её. Эдвин и Енох умрут через 16 лет в агонии, в грязи, нашпигованные шрапнелью в битве на реке Сомме в Первой мировой войне.
Сойдя с ума, он убил своих детей, чтобы избавить их от страданий. Тяжело переживая эту потерю и возненавидев окружавшую его действительность, он забрал осколки сферы и останки черепов своих сыновей в Англию. Мандус изменился в худшую сторону. Он возненавидел мир и ощутил отвращение к людям. Последние, по его мнению, были ничем не лучше свиней. Он вознамерился переделать мир, чтобы избежать грядущих войн.
Тогда же его настигла неизвестная болезнь и лихорадка. Разум Мандуса был охвачен бесчисленными галлюцинациями, он слышал шепот искаженного голоса, вдохновившего его на создание громадной машины, которая возьмет на себя задачу переустройства мира. Не осознавая, что голос был другой частью его сломленного духа, он стал злодеем. Тревожным симптомом было и то, что Освальд трудился как одержимый: конструировал и собирал небольшие механизмы и заводные игрушки, все сильнее погружаясь в пучину безумия. Мандус приступил к сооружению машины в то самое время, когда начал эксперименты с эликсиром жизни. Останки Grunt-а были доставлены из Бренненбурга, вместе с другими известными и чрезвычайно редкими химикатами, включая Компонент Х (Живой настой Бренненбурга). Целью Мандуса была трансформация человека в иную, более совершенную, кибернетическую форму. В вопросах бизнеса, а равно и личной жизни, он презрел всякую этику, ожесточился и требовал такого же отношения к делу от своих работников. Освальд не гнушался подневольным трудом бездомных детей, которые работали на очистке паровых труб, где нередко сваривались заживо в горячем пару. Мандус похищал лондонских бедняков и преступников для своих темных исследований и убивал всякого, кто не разделял его взгляды и был достаточно смелым, чтобы совать нос в чужие дела. Как и Александр до него, Освальд скоро осознал ограничения эликсира жизни, используя в качестве материала для своих опытов свиней. Его первые создания были ужасными ошибками. Одни превратились в монстров, подлежавших немедленному уничтожению, поскольку кибернетические имплантаты не могли прижиться в их телах. Другие, в ком эликсир жизни разделился, оказались заперты между реальностью и другим измерением и буквально сошли с ума. Те, кто сбежал из своих клеток, были изолированы и заточены под фабричными канализациями.
В 1899 г. строительство машины и создание свинолюдей, которым отводилась роль палачей человечества, были практически завершены. Части сферы служили источником энергии для главного ядра, и гигантское чудовище, таким образом, было почти полностью автоматизировано. В это же время министерство, бывшие коллеги и друзья Мандуса по стрелковому клубу были обеспокоены деятельностью промышленника и наняли профессора А. для расследования.
Мандус обманул профессора, сказав, что создателем машины является инженер, а на самом же деле инженер был всего лишь именем второй половины его разума. Как и многие другие, профессор считал Освальда обыкновенным фанатиком, и поэтому согласился шпионить за ним для правительства. Мандус, в свою очередь, скормил его машине. В неё перешёл разум профессора и именно он будет говорить с главным героем по телефону на протяжении игры. Кроме того, Освальд пожертвовал немного своей крови машине, и тем самым отдал вторую половину души механическому Левиафану, сделав его разумным. Освободившись от влияния своего зловещего Альтер эго, Мандус ощутил слабость и, оплакивая своих покойных детей и супругу, признался ей, что превратился в чудовище, которое уже не спасти. Испытав отвращение к тому, что он сделал, Мандус вывел из строя машину, затопив её двигатели. Так, он предотвратил осуществление замысла своей темной половины души по обретению божественности накануне Нового года. Освальд запер себя в спальне в стальной клетке, когда его охватил приступ лихорадки. В отчаянной попытке удостовериться, что никто не сможет запустить двигатели, он запечатал большинство дверей в особняке.
В отличие от Даниэля, который полностью стер свою память в «The Dark Descent», Мандус медленно восстанавливает свои воспоминания и записывает их в журнал по ходу игры. Во время поисков, он разговаривает по телефону с загадочным человеком, сообщившим, что Мандус не увидит своих детей, пока не запустит машину снова. Освальд доверял ему. Вскоре, Мандус узнает о существовании монстров, бродящих в его владениях. Исследуя особняк и подвалы, он начинает постепенно вспоминать случившееся ранее. Бесстрашно идя вперед, он прилагал все усилия, чтобы найти своих детей до того как с ними что-либо случится. Через некоторое время, направляемый машиной, Мандус осушает затопленные части машины и запускает двигатели. К тому времени, Освальд понял, что его обманули, но было уже поздно. Его творение раскрыло свой план по уничтожению цивилизации и предотвращению войн будущего. Теперь машина была восстановлена, чтобы возобновить похищения людей и превращение человечества в монстров. Армия свинолюдей хлынула на улицы Лондона и, слепо повинуясь приказам машины, принялась безжалостно уничтожать жителей города. Осознав, что помощь не придёт извне и его дети мертвы, Мандус клянется уничтожить машину любой ценой. Разум профессора старался убедить его в обратном и оставить крестовый поход против машины, но Освальд был уверен, что это будет его «местью» за детей и послужит искуплением за его грехи. Если даже это не так, то, по его мнению, все равно лучше умереть, чем остаться жить монстром, которому нет спасения. Он начинает снова выводить машину из строя, уходя от преследования свинолюдей и попыток остановить его. В последние часы XIX в., Мандус обнаруживает саркофаг, в который заточил профессора и храм, в котором находится ядро машины, и останавливает её. Он приносит себя в жертву на механическом устройстве в виде стула, которое подобно жрецам племени Ацтеков во время ритуала извлекает сердце из груди ещё живой жертвы. И Мандус и машина умирают вместе в полночь, а Лондон вместе с остальным миром вступают в новое двадцатое столетие.

## Геймплей
Так же, как и в предыдущей игре протагонист приходит в себя, потеряв память. Геймплей схож с предыдущими играми от Frictional Games: Игроку предстоит разгадывать головоломки, избегать монстров и собирать информацию о произошедших событиях. Инвентарь и механика лишения рассудка была убрана, а фонарь теперь не нужно подзаряжать маслом.

## Разработка
В октябре 2012 года представитель компании Frictional Games выложил на форуме издателя тизер игры, обратившись к сообществу любителей жанра с предложением поучаствовать в наполнении саундтрека игры образцами звуков.

## Восприятие

### Отзывы критиков
| Сводный рейтинг       | Сводный рейтинг          |
| Агрегатор             | Оценка                   |
| --------------------- | ------------------------ |
| GameRankings          | PC: 71,88 % PS4: 78,00 % |
| Metacritic            | 72/100                   |
| Иноязычные издания    |                          |
| Издание               | Оценка                   |
| Edge                  | 7/10                     |
| Eurogamer             | 7/10                     |
| Game Informer         | 7,75/10                  |
| GameSpot              | 8/10                     |
| IGN                   | 8,3/10                   |
| PC Gamer (US)         | 89/100                   |
| Русскоязычные издания |                          |
| Издание               | Оценка                   |
| Absolute Games        | 75 %                     |

Amnesia: A Machine for Pigs получила смешанные отзывы от критиков. Её рейтинг составляет 71,88 % на сайте GameRankings и 72/100 на сайте Metacritic. Сайт Absolute Games поставил игре оценку в 75 %, снизив её за упрощенную механику игры.

### Награды
Игра заняла второе место в номинации «Ужасы года» (2013) журнала «Игромания», а Денис Майоров, рецензент «Игромания.ру» отметил, что «Amnesia: A Machine for Pigs — возможно, самая интеллектуальная игра 2013-го, отлично поставленная и по-своему жуткая».

### Продажи
Летом 2018 года, благодаря уязвимости в защите Steam Web API, стало известно, что точное количество пользователей сервиса Steam, которые играли в игру хотя бы один раз, составляет 554 955 человек.